# Carthage (Illinois)
Carthage – miasto w stanie Illinois, stolica hrabstwa Hancock w Stanach Zjednoczonych.